# Andrés Lamas
Andrés Lamas Bervejillo (Montevideo, 16 gennaio 1984) è un ex calciatore uruguaiano, di ruolo difensore.

## Caratteristiche tecniche
È un difensore centrale.

## Carriera
È cresciuto nelle giovanili del Defensor Sporting.